# Saint-Hilaire-de-Brethmas
Saint-Hilaire-de-Brethmas é uma comuna francesa na região administrativa de Occitânia, no departamento de Gard. Estende-se por uma área de 13,91 km². Em 2010 a comuna tinha 4 486 habitantes (densidade: 322,5 hab./km²).